# Sara Varone
Pour les articles homonymes, voir Varone (homonymie).
Sara Varone, née le 27 décembre 1972 à Rome, est une animatrice de télévision italienne.

## Biographie
Diplômée du lycée Giulo Cesare de Rome, Sara Varone fréquenta ensuite l'université La Sapienza, à Rome, afin d'obtenir un Bachelor of Science de psychologie, dans l'optique de devenir criminologue ou sexologue.
Elle devint ensuite, en 2006, coprésentatrice de l'émission Buona Domenica, aux côtés de Paola Perego (it). Dans l'émission, elle coanime avec Elisabetta Gregoraci une rubrique consacrée aux potins. Sa présence dans l'émission est reconduite jusqu'en 2009.
En 2009, elle joue dans Airplane (adaptation théâtrale du film) de Giancarlo Nicotra (it). La même année, elle pose nue pour un calendrier sexy du magazine For Men Magazine.
En 2010, elle joue aux côtés de Gianfranco D'Angelo dans la pièce de théâtre Un giorno lungo 40 anni .

## Source
- (it) Cet article est partiellement ou en totalité issu de l’article de Wikipédia en italien intitulé « Sara Varone » (voir la liste des auteurs).